# Comuna Traian, Bacău
Traian (în maghiară Traján/Újfalu) este o comună în județul Bacău, Moldova, România, formată din satele Bogdănești, Hertioana de Jos, Hertioana-Răzeși, Traian (reședința) și Zăpodia.

## Așezare
Comuna se află în nord-estul județului, pe malul stâng al Siretului. Este străbătută de șoseaua națională DN2F, care leagă Bacăul de Vaslui. La Traian, din acest drum se ramifică spre nord șoseaua județeană DJ207D, care duce la Prăjești, Negri, Dămienești și mai departe în județul Neamț la Icușești și Ion Creangă. De asemenea, DN2F se intersectează la Zăpodia cu șoseaua județeană DJ241A, care duce spre nord la Roșiori și Dămienești, și spre sud la Secuieni, Izvoru Berheciului, Oncești, Vultureni și Dealu Morii, apoi mai departe în județul Vrancea la Corbița (unde se intersectează cu DN11A) și Tănăsoaia și mai departe în județul Galați la Brăhășești și Gohor.

## Demografie
Componența etnică a comunei Traian
     Români (86,82%)
     Alte etnii (13,18%)
Componența confesională a comunei Traian
     Romano-catolici (53,03%)
     Ortodocși (33,16%)
     Alte religii (0,48%)
     Necunoscută (13,34%)
Conform recensământului efectuat în 2021, populația comunei Traian se ridică la 2.512 locuitori, în creștere față de recensământul anterior din 2011, când fuseseră înregistrați 2.319 locuitori. Majoritatea locuitorilor sunt români (86,82%). Din punct de vedere confesional, majoritatea locuitorilor sunt romano-catolici (53,03%), cu o minoritate de ortodocși (33,16%), iar pentru 13,34% nu se cunoaște apartenența confesională.

## Politică și administrație
Comuna Traian este administrată de un primar și un consiliu local compus din 13 consilieri. Primarul, Sorin Gherghelucă[*], de la Partidul Național Liberal, este în funcție din 2012. Începând cu alegerile locale din 2024, consiliul local are următoarea componență pe partide politice:
|  | Partid                          | Consilieri | Componența Consiliului | Componența Consiliului | Componența Consiliului | Componența Consiliului | Componența Consiliului | Componența Consiliului | Componența Consiliului |
|  | ------------------------------- | ---------- | ---------------------- | ---------------------- | ---------------------- | ---------------------- | ---------------------- | ---------------------- | ---------------------- |
|  | Partidul Național Liberal       | 7          |                        |                        |                        |                        |                        |                        |                        |
|  | Partidul Social Democrat        | 3          |                        |                        |                        |                        |                        |                        |                        |
|  | Uniunea Salvați România         | 2          |                        |                        |                        |                        |                        |                        |                        |
|  | Alianța pentru Unirea Românilor | 1          |                        |                        |                        |                        |                        |                        |                        |

## Istorie
La sfârșitul secolului al XIX-lea, pe teritoriul actual al comunei funcționa, în plasa Siretul de Sus, comuna Bogdănești, formată din satele Bogdăneștii de Sus, Bogdăneștii de Sus, Hertioana-Răzeși și Hertioana-Satului, având în total 726 de locuitori ce trăiau în 212 case. În comună existau o școală cu 10 elevi (dintre care 5 fete) înființată în 1888, două biserici ortodoxe (la Hertioana-Răzeși și Bogdăneștii de Jos) și una catolică la Bogdăneștii de Jos, iar principalii proprietari de terenuri erau Eudochia I. Lecca, Ștefan Țărțescu, Gr. Osmachi Teodoru și Eliza Mustea. La acea vreme, satul Traian, recent înființat în 1879, făcea parte din comuna Prăjești din aceeași plasă.
Anuarul Socec din 1925 consemnează desființarea comunei Bogdănești și apariția comunei Traian, cu satele Hertiana-Răzeși, Hertioana-Mănăstire și Traian, comună aflată în plasa Traian din același județ și având 986 de locuitori; satele Bogdăneștii de Jos și Bogdăneștii de Sus au trecut în administrarea comunei Prăjești. După 1931, comuna a cuprins și satul Prăjești după desființarea comunei Prăjești, precum și satul Zăpodia, apărut între timp.
În 1950, comuna a trecut în administrarea raionului Bacău al regiunii Bacău. În 1968, ea a revenit la județul Bacău, reînființat; cu această ocazie, denumirea satului Hertioana-Mănăstire a fost schimbată în Hertioana de Jos. În anul 2005, prin Legea nr. 67 din 23 martie 2005, din comuna Traian a fost desprins satul Prăjești, pentru a se reînființa comuna Prăjești.

## Monumente istorice
Singurul obiectiv din comuna Traian inclus în lista monumentelor istorice din județul Bacău ca monument de interes local este situl arheologic de la Zăpodia, unde s-au găsit urmele unei așezări eneolitice aparținând culturii Cucuteni.